# Cistopus chinensis
Cistopus chinensis is een inktvissensoort uit de familie van de Octopodidae. De wetenschappelijke naam van de soort is voor het eerst geldig gepubliceerd in 2012 door X.D. Zheng, X.Z. Lin, C.C. Lu & R.J. Ma.